# Мо Говард
Мо Говард (англ. Moe Howard, справжнє ім'я — Мойсей Гаррі Горвіц (англ. Moses Harry Horwitz), 19 червня 1897 — 4 травня 1975) — американський комедійний актор, член комедійного тріо The Three Stooges, де грав роль нервового та агресивного чоловіка, формального лідера трійці. Зазвичай з'являвся на публіці зі своєю фірмовою зачіскою «під горщик». Його комедійний стиль базувався на традиціях класичного водевілю, з елементами буфонади та фарсу.

## Біографія

### Ранні роки
Народився у Брукліні в Нью-Йорку у родині євреїв-емігрантів з Литви. З дитинства любив читати книжки, захоплювався театром і мріяв стати актором. Навчаючись у школі, хлопець не рідко прогулював заняття щоб піти до театру, через що його шкільні відмітки значно погіршились, а батьки сильно сварили.
Після закінчення школи Мо, за настановою своїх батьків, влаштувався на роботу у магазин електроприладів, однак через два місяці він кинув роботу щоб зосередитися на кар'єрі в шоу-бізнесі.
У 1909 році Мо починає працювати помічником на студії Vitagraph. У цьому ж році він познайомився зі своїм майбутнім ассистентом Тедом Гілі. До 1914 року Мо, разом зі своїм старшим братом Шемпом співав у барах, поки батько не заборонив йому цього робити.

### Акторська кар'єра
З 1914 по 1920 роки Мо подорожував по річці Міссісіпі у складі акторів менестрель-шоу.
1921 року Мо Говард і Тед Гілі починають виступати в дуеті в жанрі водевілю. Згодом, до них приєднався Шемп, а трохи пізніше Гілі приєднав до тріо перспективного актора та скрипаля Ларрі Файна. Після ряду успішних виступів, новостворений гурт швидко почав отримувати популярність. Гурт під назвою «Ted Healy and His Stooges» (укр. Тед Гілі та його Помічники) продовжував гастролі і у 1930 році вони знялись у своєму першому фільмі «Суп з горіхами» виробництва студії Fox Film Corporation.
Після ряду внутрішніх конфліктів Мо, Ларрі та Шемп прийняли рішення залишити Теда Гілі. У 1934 році Шемп покинув гурт щоб зайнятись сольною кар'єрою коміка. Його місце зайняв молодший брат Шемпа і Мо — Керлі Говард, а саме тріо офіційно змінює назву на «The Three Stooges».
Після уходу від Теда Гілі новим лідером гурту стає Мо. Всупереч своєму екранному образу Мо у реальному житті дуже поважав та цінив своїх колег. Він вів усі фінансові справи тріо, розглядав та підписував контракти зі студіями, особисто слідкував щоб під час виконання різноманітних трюків на зйомках ніхто з них не травмувався.

### Образ
Персонаж Мо Говарда — буркотлива, груба та нервова людина. За найдрібнішу провину або недоречне слово він дає ляпас, або тикає пальці в очі своїм недолугим компаньйонам. У той же час Мо дуже прив'язаний до них, по своєму любить їх та допомагає їм.
Цікава історія появи фірмової зачіски Мо. У своїй автобіографії Мо згадував що у дитинстві його мати змушувала його носити довге кучеряве волосся до плечей, однак самому Мо це не подобалось і одного разу він власноруч зістриг їх ножицями в сараї на задньому подвір'ї, але невдало — зачіска вийшла схожою на половинку горщика. Побачивши Мо у такому вигляді однокласники почали глузувати і дражнити його. Під час створення свого іміджу Мо згадав цей епізод зі свого життя і відтоді для створення комічного ефекту почав з'являтися на публіці з цією зачіскою.

### Особисте життя
7 липня 1925 року Мо одружився з Хелен Шонбергер, двоюрідною сестрою Гаррі Гудіні. У подружжя було двоє дітей: Джоан Говард (1927) і Пол Говард (1935).

### Смерть
Мо Говард протягом усього дорослого життя був заядлим курцем. У березні 1975 року у нього було виявлено рак легень, а 4 травня 1975 року він помер у Медичному центрі Cedars-Sinai в місті Лос-Анджелес у віці 77 років. Був похований на єврейському цвинтарі Hillside Memorial Park в місті Калвер-Сіті. Незадовго до смерті Мо Говард написав декілька автобіографічних книжок.

## Фільмографія
The Three Stooges filmography